# Стрельнинский десант
Стре́льнинский деса́нт — серия небольших тактических десантов, высаженных последовательно в районе западнее Стрельны Балтийским флотом в ходе Стрельнинско-Петергофской наступательной операции Ленинградского фронта 5 — 8 октября 1941 года.

## Первый десант (5 октября)
Одновременно с высадкой Петергофского десанта, около 5-30 местного времени 5 октября 1941 года западнее Стрельны был высажен десант из Ленинграда в составе сводного отряда пограничников (500 человек, командир — капитан М. М. Буйневич) из состава 20-й стрелковой дивизии НКВД. Отряд имел задачу отвлечь на себя часть сил врага и развить наступление на соединение с частями 42-й армии, наступление которой также началось 5 октября. Тактический характер десанта (подразделение, вооружённое лёгким стрелковым вооружением) явно не соответствовал поставленным перед ним оперативным задачам на прорыв вражеской обороны и сковывание сильной группировки врага. Подготовка операции и высадка этого и последующих десантов осуществлялась силами Ленинградской военно-морской базы (командир — контр-адмирал Ю. А. Пантелеев).
Десант выходил из Торгового порта Ленинграда. Отряд высадки составлял 2 катера «морской охотник», 14 моторных катеров, 25 буксируемых шлюпок, отряд огневой поддержки — 4 катера «малый охотник». Из-за минимального времени на подготовку (2 суток) и плохой видимости часть десанта не была высажена (до 130 человек) и была возвращена катерами на базу.
Несмотря на это десантникам удалось выбить противника из береговых позиций и продвинуться на юг свыше 1 километра. К месту боя были спешно отправлены подкрепления противника, в том числе танки и артиллерия. Вскоре после высадки была потеряна связь с десантом.
Хотя для его поддержки артиллерийским огнём были выделены два эсминца и 19-я железнодорожная батарея флота, из-за отсутствия данных для стрельбы они вели огонь по глубине обороны врага. Авиация флота совершила в район действий десанта 116 боевых вылетов, но опять-таки из-за отсутствия данных лётчики самостоятельно выбирали цели для ударов, действовали разрозненно и существенной помощи десанту оказать не смогли.
Через несколько часов неравного боя большинство бойцов десанта погибли, только одна группа (5 бойцов) ночью вернулась к берегу и была снята катером. В рапорте немецкого командования отмечалось, что к месту боя «были направлены последние имеющиеся резервы».

## Второй десант (6 октября)
Не владея обстановкой и не сделав выводы, командование Ленинградского фронта (командующий генерал армии Г. К. Жуков) потребовало высадки нового десанта. Около 3-30 утра 6 октября со стороны Ленинградского порта в район стрельнинского кладбища была высажена рота пограничников (147 человек, командир старший лейтенант П. Г. Быченков) из той же 20-й дивизии НКВД. Отряд высадки десанта составлял 6 катеров типа «ЗИС», 3 гребных катера и 9 шлюпок, отряд поддержки — 2 катера «морской охотник».
Рота была обнаружена противником ещё на подходе, высаживалась под сильным пулемётным огнём с потерями в людях, также были потоплены один катер и одна шлюпка. Командир роты был ранен при высадке, но отказался вернуться в порт и высадился со своими подчинёнными.
Рота не смогла далеко отойти от берега, заняла круговую оборону. В течение дня пограничники отбивали атаки врага, а с наступлением темноты прорвались из окружения и с большими потерями смогли перейти через линию фронта по береговым камышам. Раненый в бою Быченков был награждён орденом Красного Знамени.

## Третий десант (8 октября)
Несмотря на неудачу двух десантов и безуспешное наступление войск 42-й армии, по требованию командующего фронтом в ночь на 8 октября в парке Константиновского дворца Стрельны был высажен ещё один батальон пограничников 20-й дивизии войск НКВД (431 человек, командир старший лейтенант А. А. Челидзе). В отряд высадки выделены 22 различных катера и 8 шлюпок, в отряд артиллерийской поддержки — 5 катеров «морской охотник». Ввиду явной шаблонности действий советского командования, противник предполагал попытку высадки нового десанта, подтянув в Стрельне новые силы.
Десант был встречен интенсивным артиллерийским, пулемётным и миномётным огнём. На берег смогли высадиться только 249 бойцов, остальные вернулись на базу, несколько человек погибли на кораблях. Потери составили также 2 потопленных катера и 2 шлюпки.
Неравный бой продолжался до середины дня 8 октября. Десант практически не имел артиллерийской поддержки (все выделенные артсилы за день выпустили менее 100 снарядов), а штаб авиации флота просто отказался принимать заявку Ленинградской военно-морской базы на авиационную поддержку десанта. Уцелевшие 2 красноармейца с наступлением темноты смогли пробраться в расположение советских войск.

## Танковый прорыв (8 октября)
С целью оказать содействие последнему десанту в выполнении явно невыполнимой задачи по овладению Стрельной, на рассвете 8 октября 1941 года была предпринята попытка прорыва линии фронта силами сводного танкового полка (32 тяжёлых танка КВ-1, командир майор Иван Романович Лукашик).
С потерями, используя фактор внезапности, танкистам удалось прорваться через линию фронта и дойти до Стрельны. По радио от них было получено сообщение, что десант не обнаружен.
Противник спешно подтянул самоходную артиллерию и использовал находившуюся на холмах парка зенитную батарею. При попытке обратного прорыва полк погиб полностью, на следующий день через Финский залив в расположение советских войск смогли добраться только три выживших бойца (командир роты и два красноармейца, все трое имели ранения и ожоги).

## Итоги и анализ событий
Наступление войск 42-й армии на сухопутном фронте не добилось никаких, хотя бы частных успехов. 10 октября 1941 года новый командующий фронтом И. И. Федюнинский отдал приказ о прекращении операции.
Данные десантные операции можно с полным правом назвать бессмысленными и заранее обречёнными на гибель:
- Для действий в прифронтовой полосе обороны врага, густо насыщенной войсками, выделялись столь малые десантные силы, что враг легко мог блокировать и уничтожать их в течение нескольких часов.
- Все десанты имели только лёгкое стрелковое вооружение.
- Вопросы связи с высаженными отрядами не прорабатывались (каждому отряду выдавались по 2-3 рации, которые быстро выходили из строя).
- Артиллерийская поддержка была мизерной и неорганизованной (опасаясь накрыть снарядами своих бойцов, артиллеристы вели огонь по предполагаемым целям на значительном удалении от места боя десанта),
- авиационная поддержка также не оказывала действенной помощи или просто отсутствовала.

Причиной этому стала позиция командующего фронтом Г. К. Жукова, требовавшего посылки десантов в бой немедленно, практически без подготовки (каждому отряду выделялось от 1 до 3 суток на подготовку). Он же лично запрещал проведение предварительной артподготовки, для обеспечения скрытности высадки.
Противник после первого десанта предполагал их повторение и был готов к последующим, но советское командование не изменяло шаблон своих действий и упорно посылало новые малочисленные отряды в те же места, где погибли предыдущие.